# Ines Kohl
Ines Kohl (* 10. Juli 1974) ist eine österreichische Sozialanthropologin, Forscherin und Geschäftsführerin einer Organisation für Entwicklungszusammenarbeit namens The Rain Workers, Netzwerk für sexuelle und reproduktive Gesundheit.

## Leben
Ines Kohl wurde als Tochter von Monika und Engelbert Kohl geboren. Von 1992 bis 1997 studierte sie Klassische Archäologie und Altorientalistik an der Universität Graz, bevor sie sich von 1997 bis 2001 der Sozial- und Kulturanthropologie zuwandte, und 2005 an der Universität Wien bei André Gingrich promovierte. Zwischen 2003 und 2015 war sie in verschiedenen Projekten am Institut für Sozialanthropologie der Österreichischen Akademie der Wissenschaften beschäftigt. 2011 gründete sie mit ihrem Mann Akidima Effad den nigrischen Verein IMARAN. Seit 2017 ist sie Obfrau von AMINA, tätig für Menschen in Not. 2018 begann sie als Programmleiterin bei The Rain Workers (vormals Aktion Regen) und führte das Lebenswerk von Maria Hengstberger weiter. Seit 2023 ist sie Geschäftsführerin.

## Forschung
Kohls Forschungsschwerpunkte sind Tuareg, transnationale Mobilität, die Verbindung von Handel, Schmuggel und Migration in der Sahara, sowie soziokulturelle Aspekte von Familienplanung und sexuellen und reproduktiven Gesundheitsrechten.

## Publikationen (Auswahl)

### Monografien
- mit Engelbert Kohl: As-Sahara Libiya: Sehnsucht nach dem Sand. Weishaupt, Graz 2001, ISBN 3-7059-0136-2.
- Beautiful Modern Nomads: Borderliner-Tuareg between Niger, Algeria and Libya. Reimer, Berlin 2007, ISBN 978-3-496-02821-5.
- Tuareg in Libyen: Identitäten zwischen Grenzen. Reimer, Berlin 2021, ISBN 978-3-496-02799-7.

### Herausgeberschaft
- mit Anja Fischer: Tuareg Society within a Globalized World: Saharan Life in Transition. Hrsg.: Anja Fischer, Ines Kohl. I.B. Tauris Academic Studies, London/New York 2010 (academia.edu).

### Beiträge in Zeitschriften
- mit Maria Hengstberger: Aktion Regen Tools: Aufklärungsbehelfe für Familienplanung und sexuelle/reproduktive Gesundheit. In: Jatros, Gynäkologie und Geburtshilfe. 1. Auflage. Band 1/2021, Nr. 1. Jatros, Sr.Pölten 2021, S. 11–13 (universimed.com).
- Peace in the Sahara: Re-establishing Dialogue with the Tuareg. In: Moha Ennaji (Hrsg.): Managing Cultural Diversity in the Mediterranean Region. Cambridge Scholars Publishing, Cambridge 202, S. 79–88.
- Etiquette and Tabu: The Tuareg. In: Ken Taylor (Hrsg.): Etiquette and Taboos around the World. A Geographic Encyclopedia of Social and Cultural Customs. ABC-CLI, Santa Barbara/Denve Mai 2018, S. 296–300 (abc-clio.com).
- Peace in the Sahara? (Re)Establishing inter-cultural dialogue with the Tuareg. In: Moha Enahi (Hrsg.): Alliance des Cultures et des Religions pour la Paix. Centre Sud Nord, Fes, Maroc 2017, S. 31–40.
- Migrations und Fluchtwege durch die Sahara. In: INAMO, Informationsprojekt Naher und Mittlerer Osten (Hrsg.): INAMO, Informationsprojekt Naher und Mittlerer Osten. Band 85, Jahrgang 22. INAMO, 2016, S. 11–15 (inamo.de).
- Jugendkultur oder Re-Ethnisierung einer Nomadengesellschaft? Über Fremdwahrnehmungen und aktuelle Identitätszuschreibungen von Tuareg im Niger. In: Mita Banerjee, Andrea Blätter, Anton Escher (Hrsg.): Re-Ethnisierung, Repräsentation von Indigenität und gelebte Bikulturalität. Winter Verlag, Heidelberg 2016, S. 131–140 (winter-verlag.de [PDF]).
- Flucht und Migration durch die Sahara. Akteure eines transnationalen Netzwerkes. In: Gabriele Angerl und Simon Usaty (Hrsg.): Schleppen, Schleusen, Helfen. Flucht zwischen Rettung und Ausbeutung. Mandelbaum Verlag Auflage. Wien 2016, S. 449–476 (mandelbaum.at).
- Traditionelle und heutige Wirtschaftsformen in den Trockenwüsten und Polargebieten. In: Michael Martin (Hrsg.): Planet Wüste. Knesebeck, München 2015, S. 434 – 438 (knesebeck-verlag.de).
- Terminal Sahara. Sub-Saharan migrants and Tuareg stuck in the desert. In: Stichproben. Zeitschrift für kritische Afrikastudien (Hrsg.): Stichproben. Zeitschrift für kritische Afrikastudien 28. Band 28. Institut für Afrikawissenschaften, Wien 2015, S. 55–81 (univie.ac.at).
- Middle Eastern Critique (Hrsg.): Libyaʼs ‘Major Minorities’: Berber, Tuareg, and Tubu. Multiple Narratives of Citizenship, Language and Border Control. Band 23, Nr. 4. Routledge, London 2014, S. 423 – 438.
- Politique Africaine (Hrsg.): Afrod, le business Touareg avec la frontière. Nouvelles conditions et défi. Band 132. Karthala, Paris 2013, S. 139 – 159 (karthala.com).
- Two Homelands (Hrsg.): Vagabonds or Elites? The mobile lifestyle of contemporary Tuareg. Band 38. Slovenian Migration Institute, Ljubljana 2013, S. 73 – 86.
- Modern Nomads, Vagabonds, or Cosmopolitans? Reflections on Contemporary Tuareg Society. In: Journal of Anthropological Research (Hrsg.): Journal of Anthropological Research. Band 66, Nr. 4. University of New Mexico, 2010, S. 449 – 470, doi:10.3998/jar.0521004.0066.401.